# Baptisten in Polen
| Basisdaten                                      | Basisdaten                                                                                   |
| ----------------------------------------------- | -------------------------------------------------------------------------------------------- |
| Offizieller Name:                               | Kościoł Chrześcijan Baptystów w Rzeczypospolitej Polskiej                                    |
| Geistliche Leitung:                             | Mateusz Wichary (Vorsitzender)                                                               |
| Mitgliedschaft:                                 | Baptistischer Weltbund, Europäisch-Baptistische Föderation, Ökumenischer Weltrat der Kirchen |
| Örtliche Gemeinden:                             | 83                                                                                           |
| Gemeindeglieder:                                | 5204 Getaufte (2014) (ohne Kinder, Angehörige und Freunde)                                   |
| Anschrift:                                      | ul. Waliców, PL 00-865 Warszawa                                                              |
| Ausbildungsstätte für Pastoren und Pastorinnen: | u. a.: Biblisch-Theologisches Seminar Breslau                                                |
| Offizielle Website:                             | baptysci.pl                                                                                  |

Die Geschichte der Baptisten in Polen reicht  in das Jahr 1844 zurück. Der überwiegende Teil der polnischen Baptistengemeinden ist heute im Christlich-Baptistischen Bund der Polnischen Republik (polnisch: Kościoł Chrześcijan Baptystów w Rzeczypospolitej Polskiej) zusammengeschlossen. Neben diesem Bund existieren eine kleine Gemeinschaft der Siebenten-Tags-Baptisten und einige freie Baptistengemeinden.

## Geschichte

Wilhelm Weist

Nur wenige Jahre nach der Gründung der ersten kontinentaleuropäischen Baptistengemeinde durch Johann Gerhard Oncken begannen Sendboten der jungen Freikirche mit einer umfangreichen Missionstätigkeit in Ost- und Westpreußen sowie in Polen. Erste baptistische Taufen lassen sich hier bereits für das Jahr 1844 nachweisen. Am 28. und 29. November 1858 tauften der Volksschullehrer Gottfried Alf und der Baptistenmissionar Wilhelm Weist insgesamt 25 Personen in der Nähe von Elbing / Westpreußen (heute: Elbląg). Hieraus entwickelte sich drei Jahre später eine selbständige Gemeinde, die sich am 4. August 1861 in Adamow unter Vorsitz des Baptistenpredigers Johann Andreas Gülzau konstituierte. Nur wenige Wochen später kam es zur Gründung einer zweiten Gemeinde in Kicin. Hier waren es Mennoniten, die unter dem Einfluss von Alf sich der baptistischen Lehre zugewandt hatten. Die Kiciner Baptisten wirkten erstmals unter der polnischen Bevölkerung, die erste polnischsprachige Gemeinde entstand 1872 in Zelow. Im Jahr 1922 verbanden sich die slawischen Baptisten auf einer Konferenz zu einer nationalen Vereinigung. Sechs Jahre später (1928) formierten sich die deutschsprachigen Baptisten zum Bund der Baptisten deutscher Zunge in Polen. Beide Bünde existierten nebeneinander bis zum Beginn des Zweiten Weltkrieges.
Während der Besatzung Polens durch deutsche Truppen verbanden sich die deutschsprachigen Baptisten mit dem 1942 aus Baptisten und zwei weiteren freikirchlichen Gemeinschaften gegründeten Bund Evangelisch-Freikirchlicher Gemeinden. Die polnischsprachigen Baptisten bildeten mit anderen bekenntnisverwandten Gemeinden einen polnischen Freikirchenbund, von dem sie sich allerdings 1947 wieder trennten. Seit diesem Zeitpunkt gehören die meisten polnischen Baptisten zur Kościoł Chrześcijan Baptystów w Rzeczypospolitej Polskiej.

## Statistik
Im Jahr 2006 gehörten zum polnischen Baptistenbund ca. 4871 Mitglieder, die sich in 83 Ortsgemeinden versammeln.

## Organisation

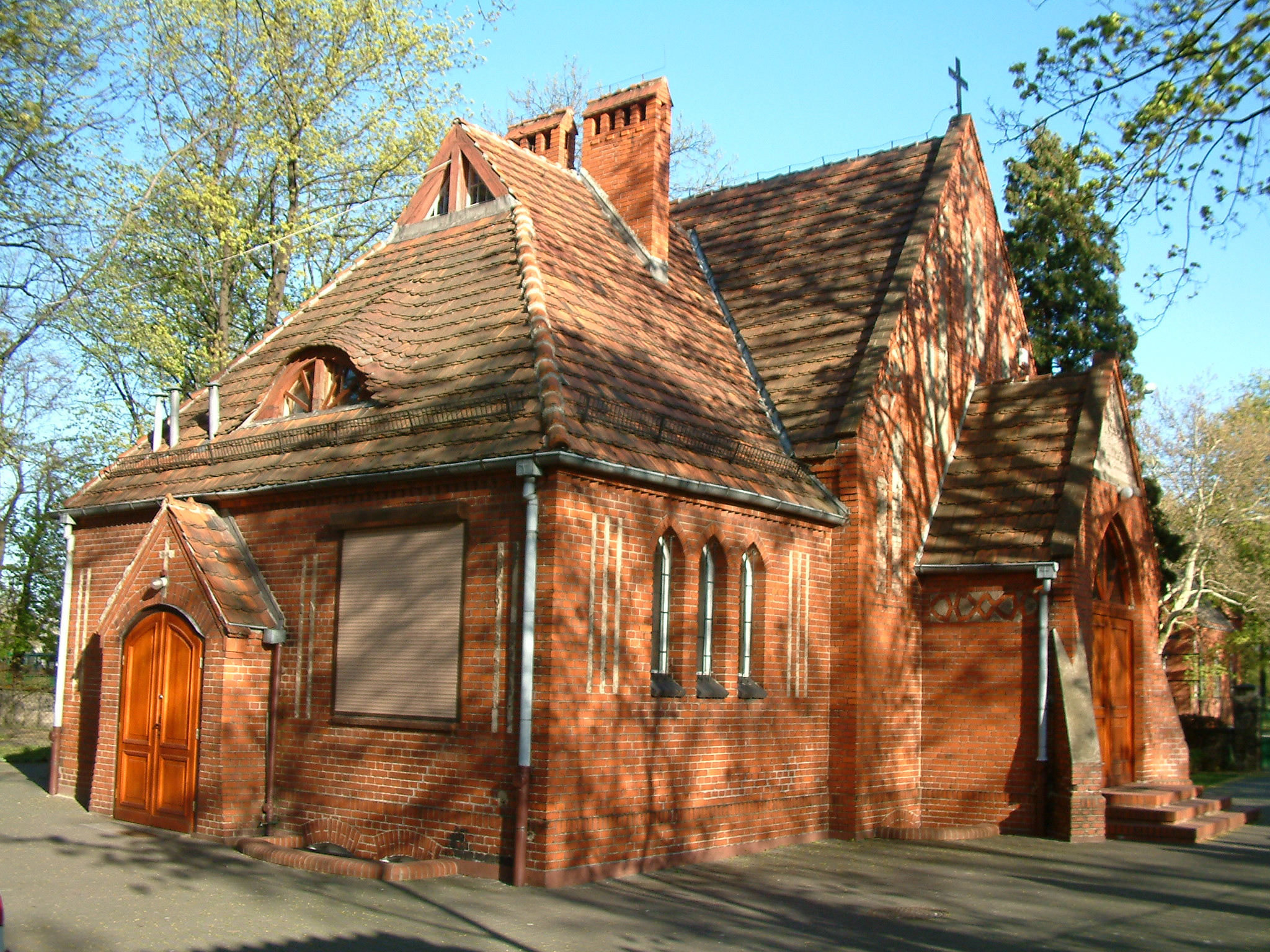
Baptistenkapelle in Posen

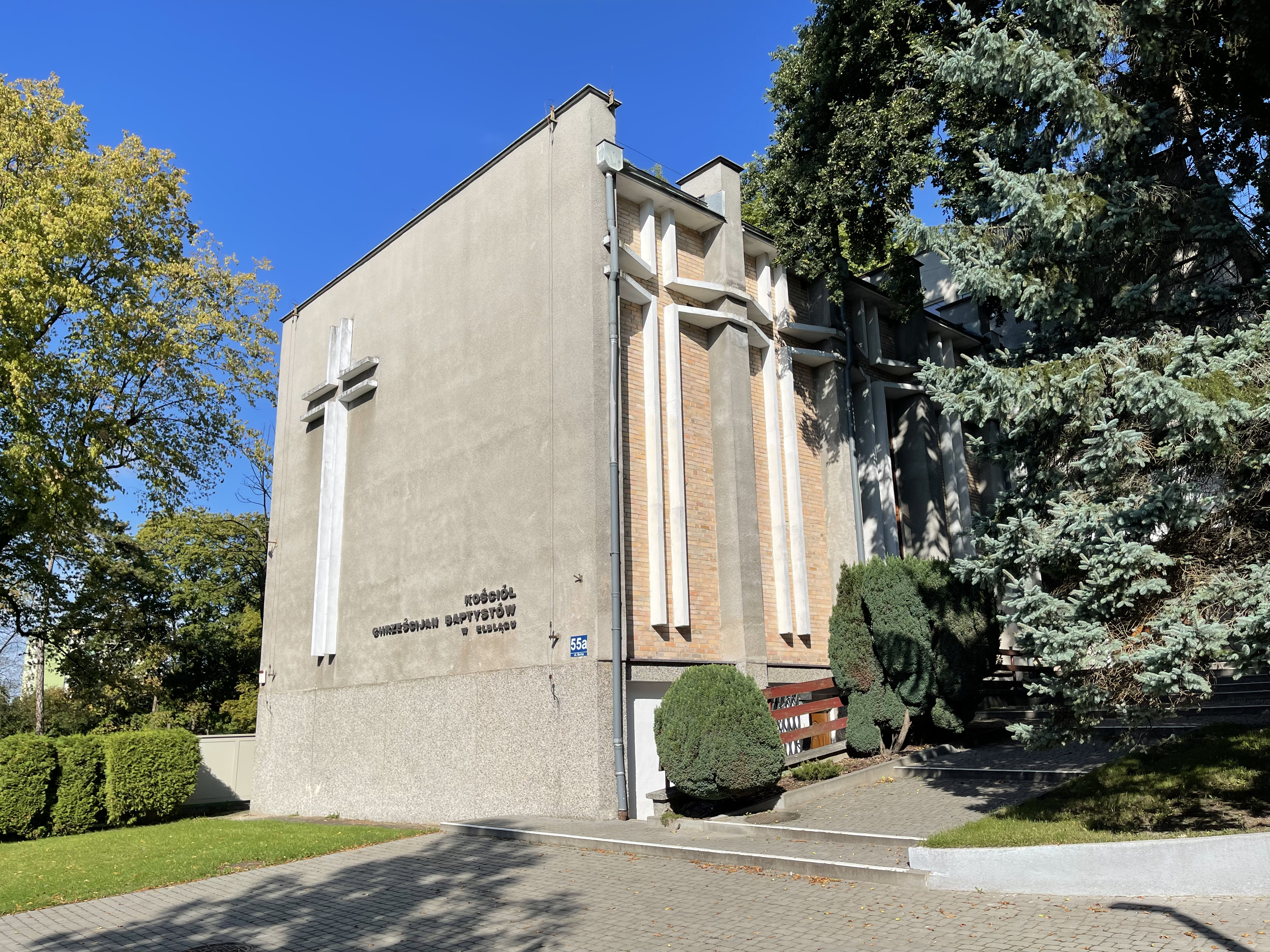
Baptistenkapelle in Elbing

Die autonomen Ortsgemeinden sind in folgenden Regionalverbänden zusammengeschlossen:
- Okręg Śląski
- Okręg Lubelski
- Okręg Gdański
- Okręg Białostocki
- Okręg Centralny
- Okręg Mazurski
- Okręg Południowy
- Okręg Dolnośląski
- Okręg Pomorski

Diese Regionalverbände entsenden jeweils einen Vertreter in den sogenannten Bundesrat der Baptisten. Dieser bildet das Leitungsgremium dieser Freikirche und wählt für jeweils vier Jahre aus seiner Mitte das vierköpfige Präsidium des Rates.
Die Pastoren der polnischen Baptisten werden an dem 1990 gegründeten Biblisch-theologischen Seminar in Breslau ausgebildet. Seit 2000 wird diese kirchliche Hochschule auch von anderen bekenntnisverwandten Freikirchen mitgetragen.

## Internationale Beziehungen und Ökumene

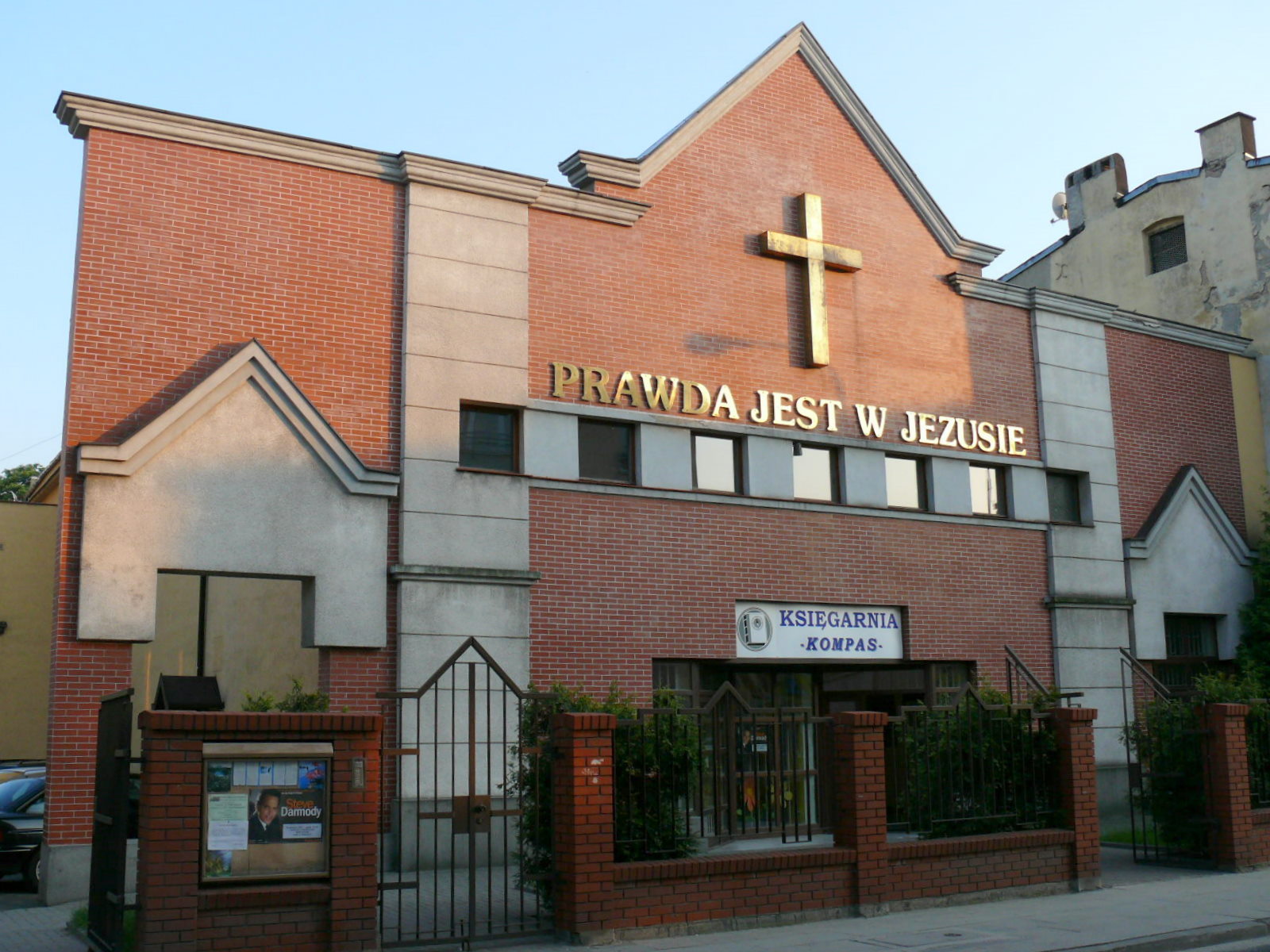
Baptistenkapelle in Lodz

Der polnische Baptistenbund gehört zur Europäisch-Baptistischen Föderation und über sie zum Baptistischen Weltbund. Er ist Mitglied des Ökumenischen Rates der Kirchen. Viele Gemeindemitglieder arbeiten im Rahmen der Evangelischen Allianz mit Christen anderer protestantischer Denominationen zusammen.